# Kevin Mwachiro
Kevin Mwachiro (Nairobi, 8 maart 1973) is een Keniaanse schrijver, journalist, podcaster en LHBT+-activist. Hij staat bekend om zijn inzet voor de zichtbaarheid van queer-gemeenschappen in Afrika en geldt als een van de eerste Keniaanse auteurs die openlijk verhalen van queer personen publiceerde. 

## Werk en impact
Mwachiro studeerde aan de  Daystar University in Kenia en in 2003 rondde hij de masteropleiding ‘Arts in Radio Production’ af aan de Universiteit van Bournemouth. 
Mwachiro werkte onder andere voor African Women in Agricultural and Research Development (AWARD) en BBC News, waarna hij zich meer ging richten op literair en activistisch werk.  
In 2013 publiceerde hij Invisible – Stories from Kenya’s Queer Community, het eerste boek in Kenia met persoonlijke verhalen van queer personen. Dit boek werd uitgegeven met steun van de Heinrich Böll Stiftung. Daarnaast was hij redacteur van de bundels We’ve Been Here (verhalen van LGBTQI’s van 50+), Boldly Queer – African Perspectives on Same-sex Sexuality and Gender Diversity en Rainbow Childhoods.
Mwachiro schreef het korte verhaal “Number Sita” dat in de bundel Nairobi Noir verscheen en het toneelstuk "Thrashed", dat onderdeel was van het "Six in the City" project van het Goethe-Institut. 

## Podcast
In 2017 startte Mwachiro de podcast Nipe Story (vertel me een verhaal), een tweewekelijkse podcast waarin korte verhalen worden voorgedragen, met bijzondere aandacht voor stemmen uit de lhbti-gemeenschap. Hij is medeoprichter van het Out Film Festival in Nairobi, het eerste LHBTI-filmfestival in Oost-Afrika, dat van kleine vertoningen uitgroeide tot volgeboekte zalen.

## Activisme en besturen
Mwachiro maakt deel uit van de bestuursraden van PEMA Kenia en Amnesty International. Eerder was hij bestuurslid van de Gay and Lesbian Coalition of Kenya.
Hij was medeoprichter van het Out Film Festival in Nairobi, het eerste LGBTQ+-filmfestival in Oost-Afrika.
In 2018 nam hij samen met zijn partner Kelvin Washiko deel aan de Gay Games in Parijs, waar ze Kenia vertegenwoordigden in de atletiek. Om aan het sportevenement deel te nemen, ontvingen ze beurzen van de Federatie van de Gay Games, de organisatie International Front Runners en een LGBT-hardloopclub..
- Gemeinsame Normdatei: 1046875256
- International Standard Name Identifier: 0000 0004 2626 8726